# David Brewster
David Brewster (Jedburgh, 1781. december 11. – Gattonside, 1868. február 10.) skót fizikus, matematikus.

## Életútja, családja
Öt testvére közül minden fiútestvére a skót presbiteriánus egyház lelkésze lett. Apja őt is azzal küldte az Edinburgh-i Egyetemre, hogy ő is lelkész legyen. Mire 1800-ban megszerezte a lelkészi végzettséget, már érdeklődése teljesen a természettudományok felé fordult.

## Munkássága
Londoni tudományos lapokban cikkeket közölt diffrakciós méréseiről. 27 évesen beválasztották az Edinburgh-i Royal Society-be, Ez után kezdte meg a  The Edinburgh Encyclopædia kiadását. Később figyelme a fény polarizációs jelenségek felé fordult.
1811-ben kezdte el megismételni Malus méréseit, azonban vele ellentétben Brewster felismerte a polarizációs szög később róla elnevezett törvényét.